# Cleostratus longifrons
Cleostratus longifrons är en insektsart som beskrevs av Carl Stål 1877. Cleostratus longifrons ingår i släktet Cleostratus och familjen torngräshoppor. Inga underarter finns listade i Catalogue of Life.